# Еравур-3
Грама Ніладхарі Еравур-3 (№ 192) — Грама Ніладхарі підрозділу ОС Еравур-Таун, округ Баттікалоа, Східна провінція, Шрі-Ланка.

## Демографія
| Населення (2007) | Населення (2007) | Населення (2007) | Населення (2007) | Населення (2007) |
| Населення        | Чоловіки         | Жінки            | Діти             | Дорослі          |
| ---------------- | ---------------- | ---------------- | ---------------- | ---------------- |
| 3008             | 1509             | 1499             | 1216             | 1792             |